# بن 10: غزو الرقاقات
بن 10: غزو الرقاقات (المعروف أيضا باسم بن 10 2) (بالإنجليزية: Ben 10: Alien Swarm)‏ هو 2009 فيلم الخيال العلمي حية للعمل لأول مرة على شبكة الكرتون في 25 نوفمبر 2009، استنادا إلى سلسلة الرسوم المتحركة بن 10: القوة الغريبة. هو تكملة لحية للعمل 2007 فيلم بن 10: سباق ضد الزمن. وأكد الفيلم أن يكون التنفيذية من إنتاج وإخراج أليكس الشتاء مرة أخرى وكتبه جون وجيمس كريج تورمان. وتم كشف المدلى بها في جميع أنحاء الأسبوع بن 10 في نهاية شهر مارس 2009 في الإعلانات التجارية الخاصة وعرضت دعابة خلال العرض الأول للحرب النجوم: استنساخ الحروب. وكان أفرج عنه على دي في دي وتقنية بلو راي بعد ستة أيام من العرض التلفزيون الأمريكية من الفيلم. تلقى الفيلم أيضا مسرحية الإفراج محدودة في أستراليا. فإنه يأخذ مكان بين الفصول الثاني والثالث من بن 10: القوة الغريبة
في العالم العربي تم عرض الفيلم مترجما على قناة كرتون نتورك بالعربية في 07 نوفمبر 2011

## وصلات خارجية
- بن 10: غزو الرقاقات على موقع IMDb (الإنجليزية)
- بن 10: غزو الرقاقات على موقع نتفليكس (الإنجليزية)
- بن 10: غزو الرقاقات على موقع ألو سيني (الفرنسية)
- بن 10: غزو الرقاقات على موقع فيلمافينيتي (الإسبانية)
- بن 10: غزو الرقاقات على موقع قاعدة بيانات الفيلم (الإنجليزية)
- بن 10: غزو الرقاقات على موقع ليتربوكسد (الإنجليزية)
- بن 10: غزو الرقاقات على موقع كينوبويسك (الروسية)